# José Carbone
José Ángel Carbone (nacido en la ciudad de Buenos Aires el 15 de septiembre de 1930; fallecido en la misma ciudad el 7 de junio de 2014) fue un futbolista argentino. Se desempeñaba como delantero y su primer club fue Ferro Carril Oeste.

## Carrera

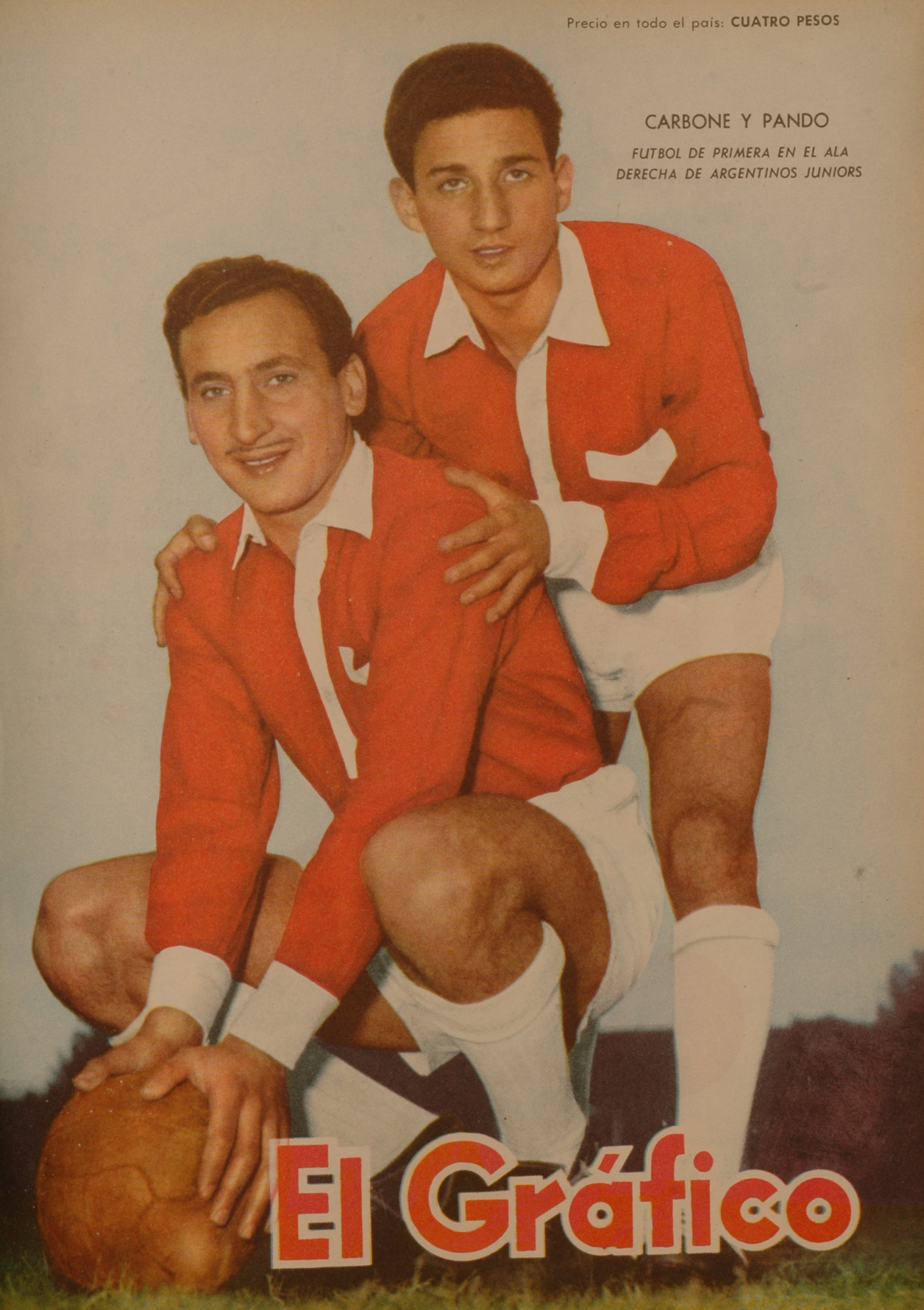
Carbone y Pando en Argentinos Juniors en 1959.

Desempeñándose como puntero derecho, hábil y gambeteador, su primera participación en el equipo mayor de Ferro se dio durante el Campeonato de Segunda División 1948; si bien el equipo de Caballito finalizó en octavo lugar, fue ascendido a Primera División a partir de la decisión de una asamblea de AFA. Prolongó su ciclo en el verde hasta 1952. Su siguiente club fue Argentinos Juniors, donde logró sus más destacadas actuaciones. Con el equipo en Segunda, fue subcampeón de la categoría en 1954 y campeón en 1955, logrando el ascenso al círculo máximo, siendo pieza fundamental en el equipo de los bichos colorados denominado el Tifón de Boyacá. Hasta 1958 se mantuvo en el cuadro de La Paternal, sumando 124 presencias y 42 goles convertidos. Tuvo luego sucesivos pasos por Independiente (1959), River Plate (1960) y Huracán (1961), hasta llegar a Rosario Central en 1962. En el conjunto por entonces entrenado por el argentino-brasileño Jim Lópes, debutó el 25 de marzo, en cotejo ante Racing Club válido por la primera fecha del campeonato, con victoria centralista 1-0, gol de César Menotti. Vistió la casaca auriazul en 22 partidos, marcando un único gol (ante Argentinos Juniors, victoria 4-2 el 30 de septiembre). Cerró su carrera en Platense, equipo con el que obtuvo en 1964 el segundo ascenso a Primera División que otorgó ese año el certamen de la categoría.

## Clubes
| Club               | País      | Año       |
| ------------------ | --------- | --------- |
| Ferro Carril Oeste | Argentina | 1948-1952 |
| Argentinos Juniors | Argentina | 1954-1958 |
| Independiente      | Argentina | 1959      |
| River Plate        | Argentina | 1960      |
| Huracán            | Argentina | 1961      |
| Rosario Central    | Argentina | 1962      |
| Platense           | Argentina | 1963-1964 |

## Selección nacional
Disputó con la albiceleste el Campeonato Sudamericano 1959 de Ecuador. Jugó un único partido, ante Brasil, con victoria argentina 4-1, el 22 de diciembre. El entrenador José Manuel Moreno dispuso su ingreso al minuto 65 de partido en lugar de Héctor Facundo.

### Participaciones en la Copa América
| Copa                         | Sede    | Resultado  | PJ | Goles |
| ---------------------------- | ------- | ---------- | -- | ----- |
| Campeonato Sudamericano 1959 | Ecuador | Subcampeón | 1  | 0     |

#### Detalle de partidos
| Fecha      | Estadio           | Rival  | Resultado |
| ---------- | ----------------- | ------ | --------- |
| 22-12-1959 | Modelo, Guayaquil | Brasil | 4-1       |

## Palmarés
| Equipo             | País      | Título                     | Año  |
| ------------------ | --------- | -------------------------- | ---- |
| Argentinos Juniors | Argentina | Segunda División           | 1955 |
| Platense           | Argentina | Ascenso a Primera División | 1964 |